# Moskovskij Universitet
La Moskovskij Universitet (in russo Московский университет?, Moskovskiy Universitet) (in italiano Università di Mosca) è una petroliera da 56.076 t di stazza lorda, ordinata nel 1997. La nave è diventata famosa per esser stata catturata dai pirati somali il 5 maggio 2010 e salvata il giorno dopo da una nave da guerra della marina russa.

## Descrizione
La Moskovskij Universitet venne ordinata nel febbraio 1997 e costruita da NKK Corporation a Tsu in Giappone, con un costo di 42.26 milioni di dollari. Identificata con il numero di scafo 185, fu varata il 19 dicembre 1998 e consegnata all'armatore il 26 marzo 1999.
La nave è lunga 243,00 metri (797 ft 3 in) e ha un baglio (larghezza) di 42,03 metri (137 ft 11 in). La nave ha una profondità di 20,70 metri (67 ft 11 in) e un pescaggio di 14,75 metri (48 ft 5 in). La propulsione è fornita da un motore diesel Sulzer 6RTA58T a sei cilindri da 12,000 chilowatt (16,092 hp), che aziona un'elica singola e che consente alla nave di raggiungere una velocità di 15,1 nodi (28,0 km/h).
Alla Moskovskij Universitet è stato assegnato il numero IMO 9166417 e utilizza il nominativo di chiamata ELWE8.

## Storia

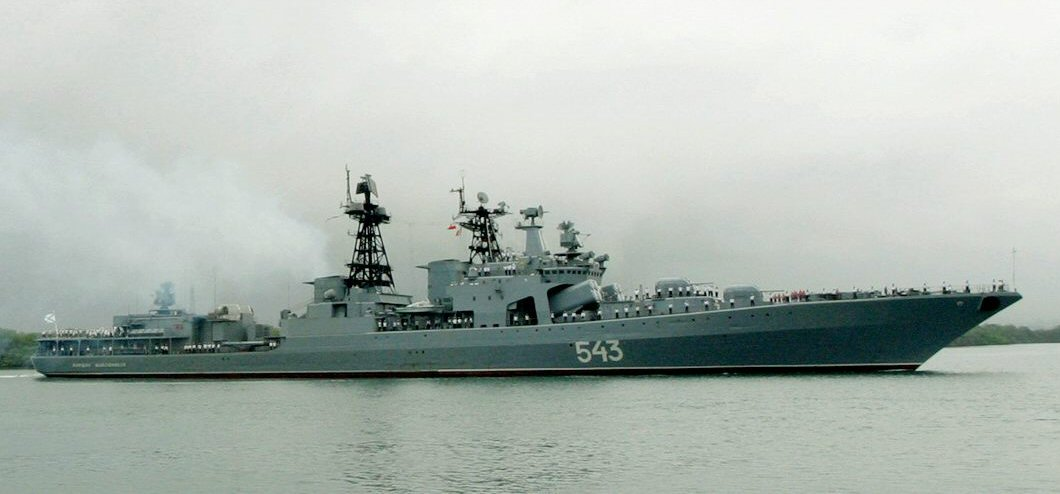
La fregata russa Maršal Šapošnikov

La Moskovskij Universitet fu costruita per la Fancy Maritime SA, di proprietà della russa Novoship Novorossiysk. Inizialmente gestita dalla Novoship (UK) Ltd., la gestione fu trasferita nuovamente in Russia nel 2008, quando molti dipendenti della sede londinese di Novoship (UK) Ltd. furono licenziati. Nel dicembre 2009, fu la prima nave a partire da Kozmino, in Russia, con un carico di petrolio, diretta a Hong Kong.

### Dirottamento e salvataggio
Il 5 maggio 2010, la Moskovskij Universitet venne attaccata dai pirati somali a circa 500 miglia nautiche (930 km; 580 mi) dalla costa somala. L'equipaggio si rifugiò nella sala radar o nella sala macchine della nave. La fregata russa Maršal Šapošnikov, della classe Udaloj, venne inviata per assistere la Moskovskij Universitet.
Il 6 maggio 2010, il Maršal Šapošnikov arrivò e sparò due colpi di avvertimento. L'operazione di salvataggio ebbe quindi inizio con un bombardamento contro i pirati, durante il quale un elicottero della fregata sbarcò un gruppo di commando di fanteria della Marina sul ponte della nave dirottata. L'intervento fu rapido e l'equipaggio venne salvato senza subire ferite. Durante l'operazione, un pirata fu ucciso e altri dieci vennero catturati. Successivamente, i pirati furono abbandonati su un gommone a circa 300 miglia nautiche (560 km; 350 mi) dalla costa, senza armi né strumenti di navigazione. Secondo il Ministero della Difesa russo, non riuscirono a raggiungere la terra e probabilmente morirono in mare. Si ipotizzò anche che i  pirati fossero stati giustiziati dai commando russi, mentre il governo somalo ha protestato presso la Federazione Russa per la sparizione dei suoi cittadini, privati di un equo processo.